# 半帶月蝶魚
半帶月蝶魚，香港俗稱半帶神仙。為輻鰭魚綱鱸形目鱸亞目蓋刺魚科的其中一個種。

## 分布
本魚分布於西南太平洋區海域，被認為是豪勳爵島的特有種，目前在克馬德克群島的拉烏爾島僅發現一個標本。

## 深度
水深10至100公尺，通常分布於水深35公尺至100公尺。

## 特徵
本魚體卵圓形。雄魚身上呈斑馬直紋，雌魚上半身為黑色。背鰭硬棘15枚，軟條15至16枚；臀鰭硬棘3枚，軟條17枚；背鰭與臀鰭軟條部後端尖形；腹鰭尖形，第一軟條延長至臀鰭；尾鰭成弧形凹入，上下葉並略延長，上有些黑色小點散布。體長可達21公分。

## 生態
本魚棲息在岩礁或深海珊瑚礁區。通常以成群行動。

## 經濟利用
可以做為觀賞魚，屬罕有的珍貴品種。